# Lawang
Lawang est une ville d'Indonésie de plus de 112 540 habitants en 2023

## Géographie
Lawang est un district et une ville de la régence de Malang, dans l'est de Java.  Située dans les montagnes à une altitude d'environ 1 600 m , elle est entourée par les monts Arjuno et Semeru. D'une superficie de 68,23 km2, elle est limitrophe du district de Singosari au sud (dans la régence de Malang) et du district de Purwodadi de la régence de Pasuruan au nord. 
Avec Singosari et Kepanjen (en), Lawang est connue comme la principale ville satellite tampon de Malang et est incluse dans la zone de Malang Raya (Grand Malang).

## Démographie
Elle comptait 103 402 habitants lors du recensement de 2010 ;  111 844 lors du recensement de 2017 ; 110 981 lors du recensement de 2020 ; l'estimation officielle à la mi-2023 est de 112 540 habitants.

## Économie
Lawang est connue comme station balnéaire depuis l'époque coloniale néerlandaise.
Les attractions touristiques de Lawang comprennent le jardin de thé de Wonosari (PTP XXIII), les bains Polaman, les piscines, le village touristique de Krabayakan et le mont Wedon. De plus, de nombreux bâtiments historiques de Lawang sont d'origine néerlandaise.

## Personnalités
Hurustiati Subandrio (en), politicienne de l'ère Sukarno et épouse du ministre des Affaires étrangères Subandrio, est née à Lawang.

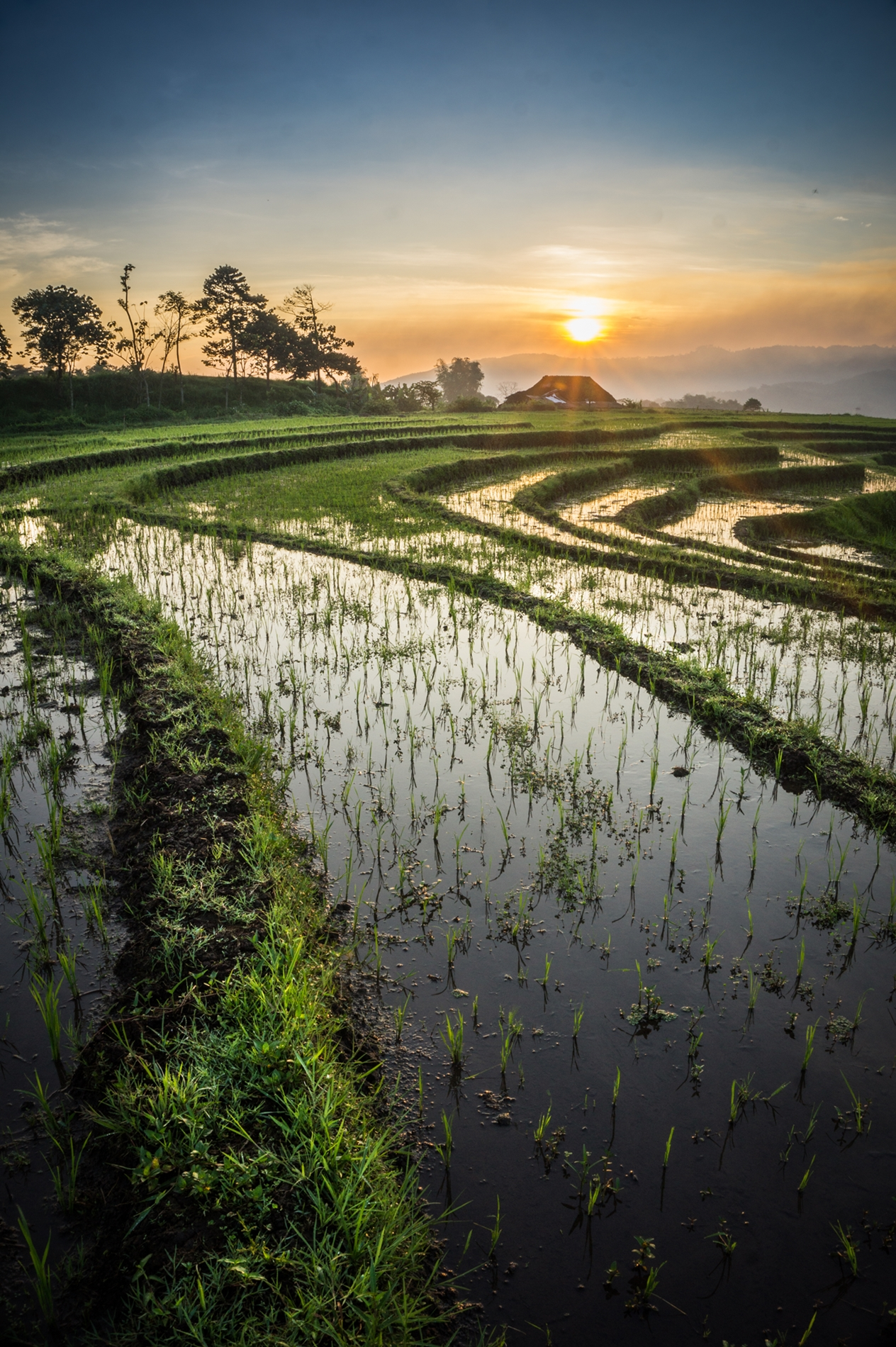
Rizières en terrasse près de Lawang
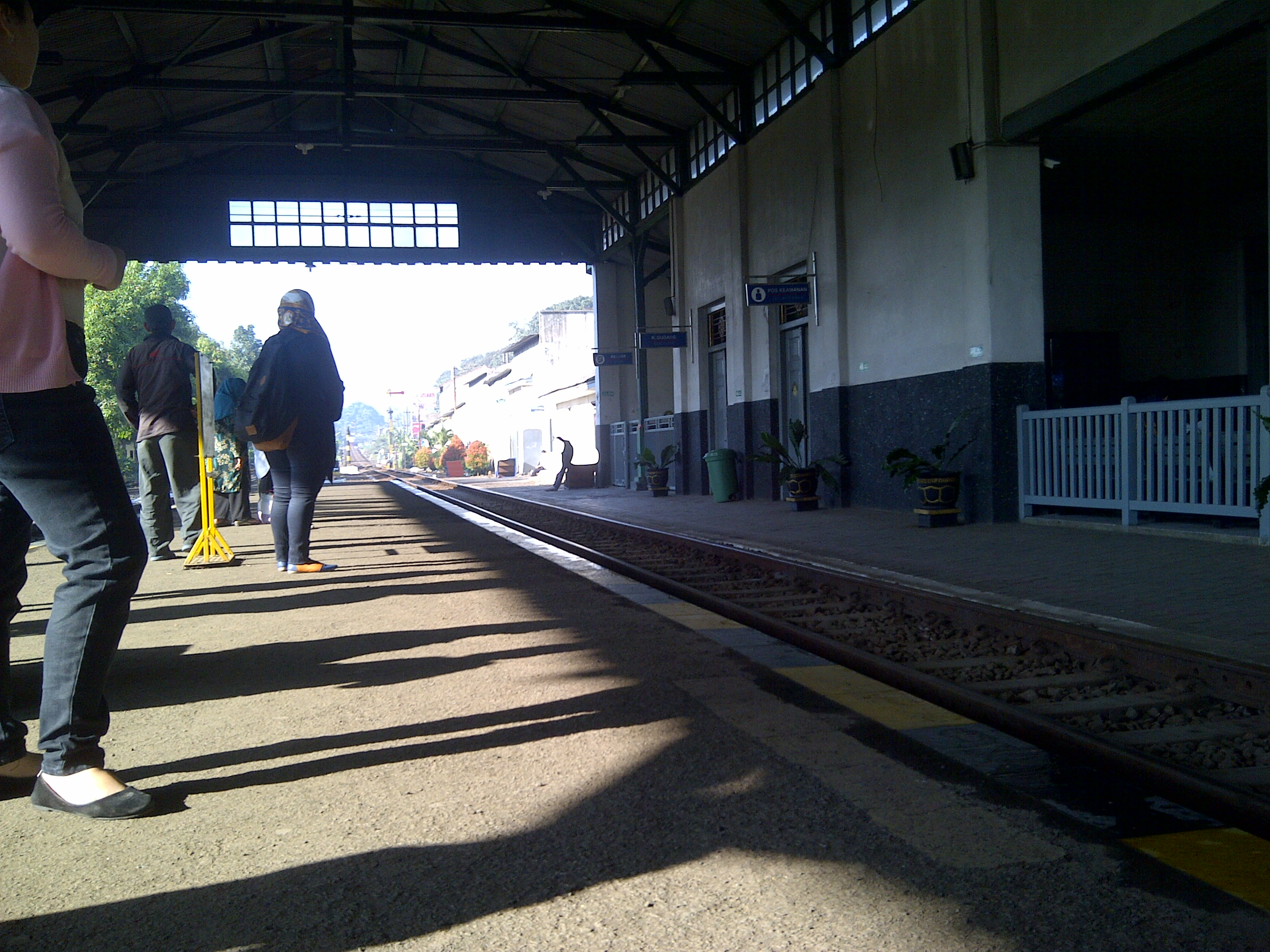
La gare de Lawang